# Sphenometopa martynovi
Sphenometopa martynovi är en tvåvingeart som beskrevs av Boris Borisovitsch Rohdendorf 1967. Sphenometopa martynovi ingår i släktet Sphenometopa och familjen köttflugor.
Artens utbredningsområde är Kazakstan. Inga underarter finns listade i Catalogue of Life.